# 白幡圭史
白幡 圭史（しらはた けいじ、1973年10月8日 - ）は、日本のスピードスケート選手。専門は長距離。北海道釧路市出身。最終学歴は専修大学卒業。

## 略歴
北海道釧路商業高等学校、専修大学をへてコクドに所属。大学・実業団と黒岩彰の指導を受け、長い体躯を生かしたダイナミックなスケーティングで日本の長距離界をリードした選手である。
現役時代168cm・68kgと小柄ながらも、高地合宿や低酸素供給マシンを始めとする理論的なトレーニングと序盤から後半に向けタイムを上げていく、独特の走法及び世界一とも呼ばれたスケーティング技術で、長く一線級に留まった。
釧路商業高校在学中（3年生）に1992年アルベールビルオリンピック初出場、1994年リレハンメルオリンピックには選出されなかったが、1998年長野オリンピック代表に選出されメダルも期待されたが惜しくも逃している。
2001年にはオランダ連盟チームに留学、2002年ソルトレークシティオリンピックにも出場し10,000mでは惜しくも4位とメダルには届かなかったが、それまでの10,000mでの日本人最高記録を更新した（アルベールビルの佐藤和弘の5位が最高）。
2003年からは釧路プリンスホテルに勤務となり、2006年トリノオリンピックではテレビ中継の解説を務めた。2006年11月から釧路市スポーツ振興財団に籍を移し、主にスピードスケート競技の底辺拡大に努めている。2008年6月から1年ほど日本オリンピック委員会の海外研修生に選ばれ、オランダのナショナルチームに帯同した・。

## 大会記録
- 1992年アルベールビルオリンピック
  - 1,500m　44位
  - 5,000m　22位
  - 10000m　18位
- 1998年長野オリンピック
  - 1,500m　21位
  - 5,000m　 7位
  - 10000m　14位
- 2002年ソルトレークシティオリンピック
  - 1,500m　25位
  - 5,000m　13位
  - 10000m　 4位

## 自己ベスト
- 500m　    37秒18
- 1,500m　 1分47秒78
- 3,000m　 3分47秒00
- 5,000m　 6分26秒04
- 10000m　13分19秒82